# Liste des cantons de La Réunion

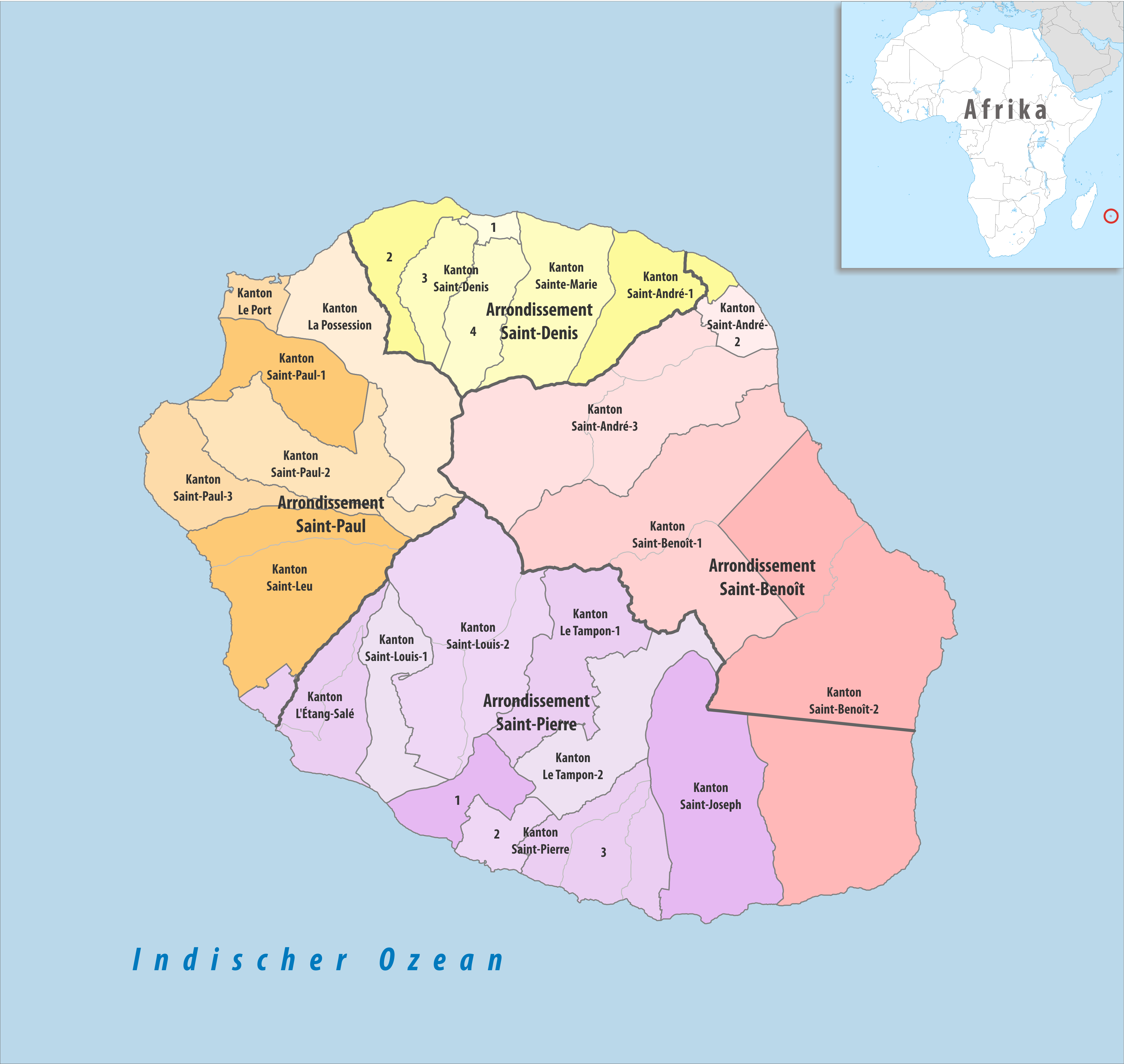
Carte des cantons de La Réunion.

Les cantons de La Réunion sont les cantons du département d'outre-mer de La Réunion. Le chef-lieu de département est Saint-Denis.

## Découpage cantonal actuel
À la suite de la loi du 17 mai 2013, un nouveau découpage cantonal est mis en place à La Réunion. Chaque canton élit à partir des élections départementales de 2015 un binôme homme-femme. Un décret en conseil d'État, paru le 24 février 2014, a créé 25 nouveaux cantons : 
| N° | Nom du canton  | Bureau centralisateur | Population (2022) | Nombre de communes                                | Communes composant le canton |
| -- | -------------- | --------------------- | ----------------- | ------------------------------------------------- | --- |
| 1  | L'Étang-Salé   | L'Étang-Salé          | 30 741            | 2 + fraction Saint-Leu                            | 1. Les communes des Avirons et de L'Étang-Salé ; 2. La partie de Saint-Leu située au sud d'une ligne définie par l'axe des voies et limites suivantes : depuis le littoral, segment de 648 mètres reliant les deux points de longitude et latitude respectives 322873,67/7651597,49 et 323384,45/7651996,04, chemin Saint-Paul (direction Nord-Est), segment de 612 mètres reliant les deux points de longitude et latitude respectives 323476,73/7652052,54 et 323994,70/7652378,40, chemin Pierre-Deguigne (direction générale Sud-Est), ligne de 538 mètres reliant les cinq points de longitude et latitude respectives 324671,50/7652244,90, 324674,79/7652236,64, 324857,52/7652333,64, 325045,84/7652489,12 et 324997,77/7652550,30, chemin Alex-Domen (direction Nord-Est), ligne de 125 mètres reliant les quatre points de longitude et latitude respectives 325031,13/7652576,38, 325016,63/7652615,52, 325034,01/7652631,33 et 324999,86/7652680,92, allée des Letchis (direction Sud-Ouest puis Nord-Ouest), rue de l'Église (direction Nord-Est puis Nord), segment de 50 mètres reliant les deux points de longitude et latitude respectives 324933,10/7652805,58 et 324913,71/7652851,94, cours d'eau Ravine-de-la-Veuve (direction Ouest), segment de 70 mètres reliant les deux points de longitude et latitude respectives 324838,58/7652852,63 et 324805,30/7652914,30, chemin Augustin-Gruchet (direction Nord-Ouest puis Nord-Est), ligne de 2 061 mètres reliant les trois points de longitude et latitude respectives 324851,81/7653008,20, 326436,67/7654246,86 et 326464,39/7654206,19, chemin Pierre-Roger (direction Sud), segment de 567 mètres reliant les deux points de longitude et latitude respectives 326479,81/7654170,76 et 326839,42/7653732,98, cours d'eau Ravine-des-Sables (direction Sud), segment de 236 mètres reliant les deux points de longitude et latitude respectives 326716,30/7653447,49 et 326860,61/7653260,31, cours d'eau Ravine-Jacques-Lebon (direction Nord-Est), segment de 62 mètres reliant les deux points de longitude et latitude respectives 326912,08/7653314,29 et 326969,36/7653291,06, chemin Carlonette (direction Sud-Ouest), ligne de 1 374 mètres reliant les huit points de longitude et latitude respectives 326955,23/7653229,53, 326963,69/7653265,49, 326997,66/7653241,16, 327202,24/7653418,91, 327231,97/7653386,09, 327116,44/7653087,14, 327239,85/7653025,44, et 327440,67/7653507,00, jusqu'à la limite territoriale de la commune des Avirons. |
| 2  | Le Port        | Le Port               | 33 670            | 1                                                 | Le Port. |
| 3  | La Possession  | La Possession         | 36 390            | 1                                                 | La Possession. |
| 4  | Saint-André-1  | Saint-André           | 34 437            | 1 + fraction Saint-André                          | 1. La commune de Sainte-Suzanne ; 2. La partie de Saint-André située au nord d'une ligne définie par l'axe des voies et limites suivantes : depuis la limite territoriale est de la commune de Sainte-Suzanne, route nationale 2, avenue de France, allée Zelmar, impasse des Ananas, chemin du Centre (direction Sud-Est), chemin Brunet, chemin Bel-Ombre (direction Est), chemin en prolongement du chemin Cent-Gaulettes (direction Nord-Est), jusqu'au littoral. |
| 5  | Saint-André-2  | Saint-André           | 38 299            | fraction Saint-André                              | La partie de Saint-André située : 1. au sud d'une ligne définie par l'axe des voies et limites suivantes : depuis la limite territoriale orientale de la commune de Sainte-Suzanne, route nationale 2, avenue de France, allée Zelmar, impasse des Ananas, chemin du Centre (direction Sud-Est), chemin Brunet, chemin Bel-Ombre (direction Est), chemin en prolongement du chemin Cent-Gaulettes (direction Nord-Est jusqu'au littoral) ; 2. à l'est d'une ligne définie par l'axe des voies et limites suivantes : depuis la limite territoriale de la commune de Sainte-Suzanne, bordée par la grande rivière Saint-Jean, segment de 235 mètres reliant les deux points de longitude et latitude respectives 358304.13/7682813.10 et 358507.58/7682694.59, chemin Miguel (direction Sud-Ouest), ligne de 894 mètres reliant les trois points de longitude et latitude respectives 358454.50/7682535.70, 358997.37/7682137.36 et 358936.94/7681924.70, rue de Guigne (direction Sud-Ouest), segment de 318 mètres reliant les deux points de longitude et latitude respectives 358899.26/7681885.65 et 358909.04/7681567.36, rue sans nom (direction Sud-Est vers la rue de l'Oratoire), ligne de 375 mètres reliant les trois points de longitude et latitude respectives 359040.61/7681531.54, 358882.41/7681363.62 et 358994.08/7681271.57, voie traversant le lotissement des Feuillantines (direction Nord-Est), rue Payet (direction Nord-Est), avenue de Bourbon (direction Sud), ligne de 143 mètres reliant les trois points de longitude et latitude respectives 359586.98/7681444.54, 359620.68/7681439.20 et 359721.03/7681395.86, rue du Père-Teste (direction Sud), ligne de 195 mètres reliant les trois points de longitude et latitude respectives 359738.72/7681242.92, 359694.36/7681150.93 et 359664.03/7681063.64, chemin Lebon (direction Sud-Est, puis Sud, puis Sud-Ouest), segment de 115 mètres reliant les deux points de longitude et latitude respectives 359686.20/7680994.50 et 359724.13/7680885.97, rue Comorapoule, ligne de 135 mètres reliant les trois points de longitude et latitude respectives 359976.90/7680818.03, 360057.86/7680811.60 et 360088.23/7680766.96, voie sans nom (direction Sud-Ouest), rue Rocade-Sud (direction Nord-Est), rue de la Cressonnière, route nationale 2 (direction Sud), jusqu'à la limite territoriale de la commune de Bras-Panon. |
| 6  | Saint-André-3  | Saint-André           | 30 129            | 2 + fraction Saint-André                          | 1. Les communes de Bras-Panon et de Salazie ; 2. La partie de Saint-André non incluse dans les cantons de Saint-André-1 et de Saint-André-2. |
| 7  | Saint-Benoît-1 | Saint-Benoît          | 28 243            | 1 + fraction Saint-Benoît                         | 1. La commune de La Plaine-des-Palmistes ; 2. La partie de Saint-Benoît située à l'ouest d'une ligne définie par l'axe des voies et limites suivantes : depuis la limite territoriale de la commune de la Plaine-des-Palmistes, cours d'eau La Ravine-Sèche, ligne de 4 045 mètres reliant les trois points de longitude et latitude respectives 361207.62/7665784.68, 360044.27/7666624.33 et 362528.96/7667424.19, cours d'eau Bras-La-Vallée (direction Nord-Est), cours d'eau Bras-des-Genêts (direction Ouest), segment de 912 mètres reliant les deux points de longitude et latitude respectives 362763.75/7667794.26 et 362386.61/7668624.21, cours d'eau Ravine-Batardeau (direction Nord-Est), chemin Batardeau (direction Nord-Est), chemin sans nom (direction Nord-Est vers le chemin Millecols), chemin Millecols (direction Nord-Ouest puis Nord), cours d'eau Ravine-Batardeau (direction Nord-Est), cours d'eau Ravine-Bras-Canot (direction Nord-Est) et ses deux embranchements successifs (direction Nord), ligne de 414 mètres reliant les quatre points de longitude et latitude respectives 365706.11/7671743.55, 365855.41/7671543.79, 365905.70/7671588.17 et 365994.26/7671546.22, rue des Poinsetias (direction Sud-Est), route nationale 3 (direction Nord-Est), rue Auguste-de-Villèle, place Antony-Ramalingom, jusqu'au littoral. |
| 8  | Saint-Benoît-2 | Saint-Benoît          | 27 805            | 2 + fraction Saint-Benoît                         | 1. Les communes de Saint-Philippe et Sainte-Rose ; 2. La partie de Saint-Benoît non incluse dans le canton de Saint-Benoît-1. |
| 9  | Saint-Denis-1  | Saint-Denis           | 44 293            | fraction Saint-Denis                              | La partie de Saint-Denis située à l'intérieur d'un périmètre défini par l'axe des voies et limites suivantes : depuis le littoral, cours d'eau Ravine-du-Butor, rue Marcel-Pagnol (direction Nord-Ouest), rue du Général-de-Gaulle, rue d'Après (direction Sud-Ouest), rue du Bois-de-Nèfles (direction Est), rue Henri-Leveneur, boulevard Jean-Jaurès (direction Est), segment de 81 mètres reliant les deux points de longitude et latitude respectives 339805,53/7689222,26 et 339818,87/7689142,65, cours d'eau Ruisseau-des-Noirs (direction Est), cours d'eau Ravine-du-Butor (direction Est), boulevard Jean-Jaurès (direction Est), cours d'eau Ravine-des-Patates-à-Durand, dit aussi « Maduran » (direction Sud), ligne de 582 mètres reliant les six points de longitude et latitude respectives 341140,17/7687953,59, 341226,96/7687905,55, 341092,98/7687679,80, 340999,62/7687698,45, 340979,93/7687637,07, et 341038,81/7687623,26, chemin Finette (direction Nord-Est), chemin des Acajous (direction Est), chemin des Bringelliers (direction Est), route de Bois-de-Nèfles (direction Nord-Est), chemin Bancoul, ligne de 429 mètres reliant les quatre points de longitude et latitude respectives 341818,10/7687499,61, 341819,58/7687699,73, 341875,27/7687823,10 et 341964,57/7687796,97, rue des Olympiades, segment de 75 mètres reliant les deux points de longitude et latitude respectives 342052,95/7687703,25 et 342105,38/7687756,95, avenue Georges-Brassens (direction Nord-Ouest), segment de 400 mètres reliant les deux points de longitude et latitude respectives 342078,38/7687777,79 et 342225,71/7688150,51, boulevard Jean-Jaurès (direction Est), cours d'eau Ravine-du-Chaudron (direction Nord-Est), route de la Rivière-des-Pluies, avenue Roland-Garros, jusqu'à la limite territoriale de la commune de Sainte-Marie. |
| 10 | Saint-Denis-2  | Saint-Denis           | 34 375            | fraction Saint-Denis                              | La partie de Saint-Denis située à l'ouest d'une ligne définie par l'axe des voies et limites suivantes : depuis le littoral, cours d'eau Ravine-du-Butor, rue Marcel-Pagnol (direction Nord-Ouest), rue du Général-de-Gaulle, rue Jacob, rue Monthyon (direction Ouest), rue du Ruisseau-des-Noirs (direction Nord), rue du Général-de-Gaulle (direction Ouest), rue Gibert-des-Molières (direction Sud), ligne de 2 006 mètres reliant les huit points de longitude et latitude respectives 338400,96/7689713,86, 338341,15/7689699,81, 338160,80/7689523,91, 338081,25/7689296,86, 337962,17/7689130,76, 337757,77/7688492,25, 337778,04/7688122,64, et 337570,97/7688112,67, rivière Saint-Denis (direction Sud-Ouest), segment de 1 139 mètres reliant les deux points de longitude et latitude respectives 336991,90/7679237,00 et 337150,56/7678109,03, jusqu'à la limite territoriale de la commune de La Possession. |
| 11 | Saint-Denis-3  | Saint-Denis           | 40 060            | fraction Saint-Denis                              | La partie de Saint-Denis non incluse dans les cantons de Saint-Denis-1, Saint-Denis-2 et Saint-Denis-4. |
| 12 | Saint-Denis-4  | Saint-Denis           | 37 421            | fraction Saint-Denis                              | La partie de Saint-Denis située à l'est d'une ligne définie par l'axe des voies et limites suivantes : depuis la limite territoriale de la commune de Sainte-Marie, avenue Roland-Garros, route de la Rivière-des-Pluies, cours d'eau Ravine-du-Chaudron (direction Nord-Est), boulevard Jean-Jaurès (direction Est), segment de 400 mètres reliant les deux points de longitude et latitude respectives 342078,38/7687777,79 et 342225,71/7688150,51, avenue Georges-Brassens (direction Nord-Ouest), segment de 75 mètres reliant les deux points de longitude et latitude respectives 342052,95/7687703,25 et 342105,38/7687756,95, rue des Olympiades, ligne de 429 mètres reliant les quatre points de longitude et latitude respectives 341818,10/7687499,61,341819,58/7687699,73,341875,27/7687823,10 et 341964,57/7687796,97, chemin Bancoul, route de Bois-de-Nèfles (direction Nord-Est), chemin des Bringelliers (direction Est), chemin des Acajous (direction Est), chemin Finette (direction Nord-Est), segment de 582 mètres reliant les six points de longitude et latitude respectives 341140,17/7687953,59,341226,96/7687905,55,341092,98/7687679,80,340999,62/7687698,45,340979,93/787637,07, et 341038,81/7687623,26, cours d'eau Ravine-des-Patates-à-Durand, dit aussi « Maduran » (direction Sud), segment de 2 458 mètres reliant les deux points de longitude et latitude respectives 339093,08/7679795,06 et 338286,87/677473,40, jusqu'à la limite territoriale de la commune de La Possession. |
| 13 | Saint-Joseph   | Saint-Joseph          | 28 555            | fraction Saint-Joseph                             | La partie de Saint-Joseph située à l'est d'une ligne définie par l'axe des voies et limites suivantes : depuis la limite territoriale de la commune de Petite-Ile, ligne de 5 437 mètres reliant les trois points de longitude et latitude respectives 355343,46/7644284,43, 356218,35/7642624,61 et 356672,30/7639412,60, rue Louis-Payet (direction Sud), ligne de 800 mètres reliant les trois points de longitude et latitude respectives 356722,99/7639195,40, 356974,20/7638726,68 et 356897,11/7638469,81, chemin de la Falaise (direction Sud-Est), ligne de 1 682 mètres reliant les trois points de longitude et latitude respectives 356799,57/7638042,28, 356750,69/7636629,23 et 356484,77/7636661,19, rue Marius-et-Ary-Leblond (direction Nord-Ouest), rue Edmond-Albius, segment de 426 mètres reliant les deux points de longitude et latitude respectives 356164,42/7636719,01 et 355956,47/7636347,62, rue des Coccinelles (direction Sud), ligne de 226 mètres reliant les trois points de longitude et latitude respectives 355961,48/7636333,39, 355981,18/7636263,00 et 355981,13/7636109,86, rue Trovalet (direction Sud puis Sud-Est), rue Marius-et-Ary-Leblond (direction Sud-Ouest), segment de 253 mètres reliant les deux points de longitude et latitude respectives 356036,47/7635713,91 et 356038,08/7635761,69, rue de la Crèche, rue Augustin-Mondon (direction Est), rue Roland-Garros (direction Sud), rue Juliette-Dodu, ligne de 249 mètres reliant les trois points de longitude et latitude respectives 356100,63/7635319,01, 356054,48/7635114,11 et 356078,69/7635083,93, rue Raphaël-Babet (direction Est), rue de l'Amiral-Lacaze, rue de la Cayenne, segment de 97 mètres reliant les deux points de longitude et latitude respectives 356158,90/7634533,46 et 356154,65/7634436,20, jusqu'au littoral. |
| 14 | Saint-Leu      | Saint-Leu             | 37 743            | 1 + fraction Saint-Leu                            | 1. La commune des Trois-Bassins ; 2. La partie de Saint-Leu non comprise dans le canton de l'Étang-Salé. |
| 15 | Saint-Louis-1  | Saint-Louis           | 29 544            | fraction Saint-Louis                              | La partie de Saint-Louis située à l'ouest d'une ligne définie par l'axe des voies et limites suivantes : depuis la limite territoriale de la commune de Saint-Pierre, chemin Kerveguen, ravine La-Ouette, chemin La Ouette, ravine des Goyaves, route Hubert-Delisle jusqu'au pont de la ravine Montplaisir, ravine Montplaisir, ligne de crête de la chaîne du Bois-de-Nèfles, jusqu'à la limite territoriale de la commune de Cilaos. |
| 16 | Saint-Louis-2  | Saint-Louis           | 37 264            | fraction Saint-Louis                              | 1. Les communes d'Entre-Deux et de Cilaos ; 2. La partie de Saint-Louis non incluse dans le canton de Saint-Louis-1. |
| 17 | Saint-Paul-1   | Saint-Paul            | 34 057            | fraction Saint-Paul                               | La partie de Saint-Paul située au nord d'une ligne définie par l'axe des voies et limites suivantes : depuis le littoral, segment de 1 151 mètres reliant les deux points de longitude et latitude respectives 318610,51/7675022,85 et 319761,25/7675010,37, rue Gabriel-Guist'hau (route départementale 6, direction Nord-Est), ligne de 1 222 mètres reliant les quatre points de longitude et latitude respectives 320440,80/7675094,40, 320586,03/7675021,43, 321559,46/7675001,97 et 321556,74/7675087, 36, chemin de la Poudrière (direction Nord-Est), chemin Crève-Cœur (section la plus orientale), segment de 275 mètres reliant les deux points de longitude et latitude respectives 321834,80/7675274,20 et 321998,93/7675494,47, cours d'eau Ravine-Divon (direction Nord-Ouest), chemin du Tour-des-Roches (direction Nord-Est), cours d'eau Ravine-Tête-Dure (direction Sud-Est), cours d'eau Ravine-Laforge (direction Sud-Ouest), ligne de 5 903 mètres reliant les quatre points de longitude et latitude respectives 331810,40/7670959,33, 331558,35/7672700,52, 332243,15/7673474,25 et 332694,94/7676550,43, jusqu'à la limite territoriale de la commune de La Possession. |
| 18 | Saint-Paul-2   | Saint-Paul            | 35 505            | fraction Saint-Paul                               | La partie de Saint-Paul située : 1. au sud d'une ligne définie par l'axe des voies et limites suivantes : depuis le littoral, segment de 1 151 mètres reliant les deux points de longitude et latitude respectives 318610,51/7675022,85 et 319761,25/7675010,37, rue Gabriel-Guist'hau (route départementale 6, direction Nord-Est), ligne de 1 222 mètres reliant les quatre points de longitude et latitude respectives 320440,80/7675094,40, 320586,03/7675021,43, 321559,46/7675001,97 et 321556,74/7675087,36, chemin de la Poudrière (direction Nord-Est), chemin Crève-Cœur (section la plus orientale), segment de 275 mètres reliant les deux points de longitude et latitude respectives 321834,80/7675274,20 et 321998,93/7675494,47, cours d'eau Ravine-Divon (direction Nord-Ouest), chemin du Tour-des-Roches (direction Nord-Est), cours d'eau Ravine-Tête-Dure (direction Sud-Est), cours d'eau Ravine-Laforge (direction Sud-Ouest), ligne de 5 903 mètres reliant les quatre points de longitude et latitude respectives 331810,40/7670959,33, 331558,35/7672700,52, 332243,15/7673474,25 et 332694,94/7676550,43, jusqu'à la limite territoriale de la commune de La Possession ; 2. au nord d'une ligne définie par l'axe des voies et limites suivantes : depuis le littoral, cours d'eau Ravine-Petite-Anse, segment de 835 mètres reliant les deux points de longitude et latitude respectives 319093,69/7673569,70 et 319477,47/7672827,78, chemin dit « Summer n° 2 » (direction Nord-Est), ligne de 929 mètres reliant les quatre points de longitude et latitude respectives 319508,88/7672874,78, 319636,73/7672493,53, 319727,40/7672309,50 et 319984,19/7672115,45, rue Raphaël-Barquissau (route départementale 6, direction Sud), rue Joseph-Hubert (route départementale 6), chemin Tamatave, chemin Jonction (direction Sud-Ouest), chemin Matricaire (direction Sud-Ouest), jusqu'à la limite territoriale de la commune de Cilaos. |
| 19 | Saint-Paul-3   | Saint-Paul            | 36 658            | fraction Saint-Paul                               | La partie de Saint-Paul non incluse dans les cantons de Saint-Paul-1 et de Saint-Paul-2. |
| 20 | Saint-Pierre-1 | Saint-Pierre          | 35 533            | fraction Saint-Pierre                             | La partie de Saint-Pierre située à l'ouest d'une ligne définie par l'axe des voies et limites suivantes : depuis le littoral, cours d'eau Ravine-Blanche, canal Saint-Etienne (direction Nord-Ouest), segment de 596 mètres reliant les deux points de longitude et latitude respectives 340614,51/7642539,83 et 341004,62/7642990,43, route de la Ligne-Paradis (direction Nord-Ouest), segment de 187 mètres reliant les deux points de longitude et latitude respectives 340869,57/7643077,30 et 341019,93/7643189,08, cours d'eau Bras-de-Douane (direction Nord), ligne de 243 mètres reliant les trois points de longitude et latitude respectives 341180,78/7643423,31, 341293,35/7643544,58 et 341246,12/7643606,15, chemin bordier (direction Nord-Est), cours d'eau Bras-de-Douane (direction Nord), segment de 833 mètres reliant les deux points de longitude et latitude respectives 341695,62/7644053,94 et 342193,70/7643386,28, cours d'eau Ravine-Blanche (direction Nord-Est), segment de 163 mètres reliant les deux points de longitude et latitude respectives 342202,90/7643393,78 et 342303,83/7643265,43, chemin Belhomme (direction Nord-Est), ligne de 999 mètres reliant les trois points de longitude et latitude respectives 342374,80/7643328,99, 342486,53/7643127,13 et 343188,90/7642815,65, chemin de la Salette (direction Nord-Est), segment de 1 283 mètres reliant les deux points de longitude et latitude respectives 343227,94/7642855,46 et 344205,44/7642024,68, cours d'eau Rivière-d'Abord (direction Nord), jusqu'à la limite territoriale de la commune du Tampon. |
| 21 | Saint-Pierre-2 | Saint-Pierre          | 38 115            | fraction Saint-Pierre                             | La partie de Saint-Pierre située : 1. à l'est d'une ligne définie par l'axe des voies et limites suivantes : depuis le littoral, cours d'eau Ravine-Blanche, canal Saint-Etienne (direction Nord-Ouest), segment de 596 mètres reliant les deux points de longitude et latitude respectives 340614,51/7642539,83 et 341004,62/7642990,43, route de la Ligne-Paradis (direction Nord-Ouest), segment de 187 mètres reliant les deux points de longitude et latitude respectives 340869,57/7643077,30 et 341019,93/7643189,08, cours d'eau Bras-de-Douane (direction Nord), ligne de 243 mètres reliant les trois points de longitude et latitude respectives 341180,78/7643423,31, 341293,35/7643544,58 et 341246,12/7643606,15, chemin bordier (direction Nord-Est), cours d'eau Bras-de-Douane (direction Nord), segment de 833 mètres reliant les deux points de longitude et latitude respectives 341695,62/7644053,94 et 342193,70/7643386,28, cours d'eau Ravine-Blanche (direction Nord-Est), segment de 163 mètres reliant les deux points de longitude et latitude respectives 342202,90/7643393,78 et 342303,83/7643265,43, chemin Belhomme (direction Nord-Est), ligne de 999 mètres reliant les trois points de longitude et latitude respectives 342374,80/7643328,99, 342486,53/7643127,13 et 343188,90/7642815,65, chemin de la Salette (direction Nord-Est), segment de 1 283 mètres reliant les deux points de longitude et latitude respectives 343227,94/742855,46 et 344205,44/7642024,68, cours d'eau Rivière-d'Abord (direction Nord), jusqu'à la limite territoriale de la commune du Tampon ; 2. à l'ouest d'une ligne définie par l'axe des voies et limites suivantes : depuis le littoral, cours d'eau Ravine-des-Cafres, chemin du Bassin Plat (direction Ouest), cours d'eau Ravine-des-Roches (direction Nord-Est), jusqu'à la limite territoriale de la commune du Tampon. |
| 22 | Saint-Pierre-3 | Saint-Pierre          | 34 963            | 1 + fraction Saint-Pierre + fraction Saint-Joseph | 1. La commune de Petite-Île ; 2. La partie de Saint-Pierre non incluse dans les cantons de Saint-Pierre-1 et de Saint-Pierre-2 ; 3. La partie de Saint-Joseph non incluse dans le canton de Saint-Joseph. |
| 23 | Sainte-Marie   | Sainte-Marie          | 35 584            | 1                                                 | Sainte-Marie. |
| 24 | Le Tampon-1    | Le Tampon             | 41 316            | fraction Le Tampon                                | La partie du Tampon située à l'ouest d'une ligne définie par l'axe des voies et limites suivantes : depuis la limite territoriale de la commune de Saint-Pierre, segment de 59 mètres reliant les deux points de longitude et latitude respectives 344390,84/7646170,34 et 344430,08/7646214,73, rue du Général-Ailleret, chemin Isautier (direction Est, puis Sud-Est, puis Nord-Est, jusqu'à l'intersection avec l'impasse Gustave-Courbet), chemin Isautier (branche la plus septentrionale), rue Georges-Pompidou (direction Nord), chemin Chalet (direction Nord-Est puis Est), impasse des Immortelles, ligne de 130 mètres reliant les trois points de longitude et latitude respectives 347390,11/7648793,13, 347483,92/7648864,72 et 347495,56/7648867,78, chemin Chalet (direction Nord-Est), ligne de 560 mètres reliant les trois points de longitude et latitude respectives 347531,57/7648904,09, 347723,51/7649003,04 et 347896,97/7649300,60, cours d'eau Ravine-Don-Juan, segment de 441 mètres reliant les deux points de longitude et latitude respectives 347999,29/7649577,11 et 348046,66/7650016,10, route du Géranium (direction générale Est et Sud-Est), cours d'eau Bras-Creux (direction Nord-Est), segment de 74 mètres reliant les deux points de longitude et latitude respectives 349344,50/7649710,02 et 349407,40/7649671,00, chemin Philidor-Techer (direction Est), chemin des Lupins, ligne de 851 mètres reliant les six points de longitude et latitude respectives 349690,10/7649674,60, 349804,95/7649634,14, 349956,30/7649776,00, 350025,44/7649703,83, 349848,54/7649553,12 et 349905,90/7649373,00, chemin des Tamarhauts (direction Nord-Est), segment de 906 mètres reliant les deux points de longitude et latitude respectives 349976,81/7649260,74 et 350212,11/7648385,48, cours d'eau Rivière-d'Abord (direction Nord-Est), ligne de 2 420 mètres reliant les neuf points de longitude et latitude respectives 351201,88/7649284,00, 350721,93/7649861,10, 350633,65/7650317,31, 350791,46/7650467,51, 350662,53/7650621,96, 351000,18/7651003,12, 351010,78/7650988,21, 351144,37/7651057,41, et 351070,96/7651136,00, chemin de la Concession-Les-Bas (direction Sud-Ouest), ligne de 806 mètres reliant les quatre points de longitude et latitude respectives 350949,45/7651072,88, 350864,04/7651166,83, 350809,41/7651135,20, et 350570,49/7651703,13, rue du Père-Favron (direction Nord), cours d'eau Ravine-Blanche (direction Est), chemin Rosemond (direction Nord), chemin Notre-Dame-de-la Paix (direction Nord-Ouest puis Nord), rue Alfred-Lacroix, ligne de 681 mètres reliant les quatre points de longitude et latitude respectives 350755,63/7653204,13, 350556,94/7653493,26, 350483,53/7653472,78, et 350375,55/7653702,99, cours d'eau Bras-d'Antoine (direction Nord-Est), ligne de 914 mètres reliant les neuf points de longitude et latitude respectives 350392,02/7653721,41, 350390,06/7653885,70, 350332,09/7653876,19, 350287,54/7653944,92, 350257,82/7653938,32, 350233,34/7653978,03, 350125,01/7654454,42, 350144,25/7654459,14 et 350139,08/7654481,90, chemin du Piton-Sahale (direction Est), segment de 406 mètres reliant les deux points de longitude et latitude respectives 350245,66/7654506,16 et 349981,48/7654814,75, cours d'eau Bras-de-Pontho (direction Nord-Est), ligne de 1 434 mètres reliant les quatre points de longitude et latitude respectives 352491,39/7655449,89, 352909,08/7655261,86, 353042,63/7654988,87 et 353549,16/7655431,11, cours d'eau Grand-Bras-de-Pontho (direction Est), ligne de 2 008 mètres reliant les trois points de longitude et latitude respectives 354487,29/7655750,51, 354803,17/7655604,61, et 355282,27/7657194,03, jusqu'à la limite territoriale de la commune de La Plaine-des-Palmistes. |
| 25 | Le Tampon-2    | Le Tampon             | 40 648            | fraction Le Tampon                                | La partie du Tampon non incluse dans le canton du Tampon-1. |
|    |                |                       | 881348            | 24                                                | |

### Homonymies
- Les cantons de Saint-Denis-1 et de Saint-Denis-2 ont chacun leur homonyme dans le département de la Seine-Saint-Denis.
- Le canton de Saint-Joseph a un homonyme à la Martinique (canton disparu en 2015).
- Le canton de Sainte-Marie a un homonyme à la Martinique (canton disparu en 1985).

## Ancien découpage cantonal

### Liste des 49cantonsdudépartementdeLa Réunion, par arrondissement
- Arrondissement de Saint-Benoît (9 cantons - sous-préfecture : Saint-Benoît) :
canton de Bras-Panon - canton de La Plaine-des-Palmistes - canton de Saint-André-1 - canton de Saint-André-2 - canton de Saint-André-3 - canton de Saint-Benoît-1 - canton de Saint-Benoît-2 - canton de Sainte-Rose - canton de Salazie

- Arrondissement de Saint-Denis (La Réunion) (11 cantons - préfecture : Saint-Denis) :
canton de Saint-Denis-1 - canton de Saint-Denis-2 - canton de Saint-Denis-3 - canton de Saint-Denis-4 - canton de Saint-Denis-5 - canton de Saint-Denis-6 - canton de Saint-Denis-7 - canton de Saint-Denis-8 - canton de Saint-Denis-9 - canton de Sainte-Marie - canton de Sainte-Suzanne

- Arrondissement de Saint-Paul (11 cantons - sous-préfecture : Saint-Paul) :
canton du Port-1 - canton du Port-2 - canton de la Possession - canton de Saint-Leu-1 - canton de Saint-Leu-2 - canton de Saint-Paul-1 - canton de Saint-Paul-2 - canton de Saint-Paul-3 - canton de Saint-Paul-4 - canton de Saint-Paul-5 - canton des Trois-Bassins

- Arrondissement de Saint-Pierre (La Réunion) (18 cantons - sous-préfecture : Saint-Pierre) :
canton des Avirons - canton d'Entre-Deux - canton de l'Étang-Salé - canton de Petite-Île - canton de Saint-Joseph-1 - canton de Saint-Joseph-2 - canton de Saint-Louis-1 - canton de Saint-Louis-2 - canton de Saint-Louis-3 - canton de Saint-Philippe - canton de Saint-Pierre-1 - canton de Saint-Pierre-2 - canton de Saint-Pierre-3 - canton de Saint-Pierre-4 - canton du Tampon-1 - canton du Tampon-2 - canton du Tampon-3 - canton du Tampon-4

### Homonymies
L'arrondissement de Saint-Denis a un homonyme exact, dans le département de la Seine-Saint-Denis. Toutefois, les cantons incluant « Saint-Denis » dans leur nom n'étaient pas homonymes jusqu'au redécoupage pour les élections départementales de mars 2015 : avant mars 2015 ceux de la Réunion étaient numérotés, tandis que ceux de la Seine-Saint-Denis étaient différenciés par un critère « géographique ». À partir de mars 2015, les deux premiers cantons de Saint-Denis à la Réunion sont homonymes de ceux de Saint-Denis en Seine-Saint-Denis.
L'arrondissement de Saint-Pierre a un homonyme exact, dans le département de la Martinique. Toutefois, les cantons incluant « Saint-Pierre » dans leur nom ne sont pas homonymes : ceux de la Réunion sont numérotés, tandis que celui de la Martinique est appelé « Saint-Pierre », sans complément.
Le canton de Sainte-Suzanne a un homonyme exact dans le département de la Mayenne.
Le canton de Saint-Joseph a un homonyme exact dans le département de la Martinique.
Il n'y a pas d'homonymie pour l'arrondissement de Saint-Benoît et les deux cantons de Saint-Benoît, mais la commune chef-lieu a plusieurs homonymes exacts et partiels.
Il n'y a pas d'homonymie pour l'arrondissement de Saint-Paul et les cinq cantons de Saint-Paul, mais la commune chef-lieu a plusieurs homonymes exacts et partiels.
Les cantons de Saint-Louis n'ont pas d'homonymes exacts (celui de la Guadeloupe est « Saint-Louis » sans complément).
Les cantons de Sainte-Marie et de Sainte-Rose n'ont pas d'homonymes exacts (ceux de la Guadeloupe sont numérotés).
Les cantons de Saint-André n'ont pas d'homonymes exacts.